# British Rail 303 sorozat
A British Rail 303 sorozat egy angol háromrészes villamosmotorvonat-sorozat volt. 1959 és 1961 között gyártotta a Pressed Steel. Összesen 91 motorvonat készült el.  A British Rail és a SPT üzemeltette 1959 és 2002 között.